# 1,4-ラクトナーゼ
1,4-ラクトナーゼ(1,4-lactonase、EC 3.1.1.10)は、以下の化学反応を触媒する酵素である。
1,4-ラクトン + 水{\displaystyle \rightleftharpoons }4-ヒドロキシ酸
従って、この酵素の基質は1,4-ラクトンと水の2つ、生成物は4-ヒドロキシ酸である。
この酵素は、加水分解酵素に分類され、特にカルボキシルエステル結合に作用する。系統名は、1,4-ラクトンヒドロキシアシルヒドロラーゼ(1,4-lactone hydroxyacylhydrolase)である。その他、γ-ラクトナーゼとも呼ばれる。この酵素は、ガラクトース代謝やアスコルビン酸代謝に関与している。補因子としてカルシウムを必要とする。

## 構造
2007年末時点で、この酵素の3つの構造が解かれている。蛋白質構造データバンクのコードは、2DG0、2DG1、2DSOである。